# کریستوفر مافومبی
کریستوفر مافومبی (انگلیسی: Christoffer Mafoumbi؛ زادهٔ ۳ مارس ۱۹۹۴) بازیکن فوتبال اهل فرانسه است.
از باشگاه‌هایی که در آن بازی کرده‌است می‌توان به باشگاه فوتبال بلکپول و باشگاه فوتبال لانس اشاره کرد.
وی همچنین در تیم ملی فوتبال کنگو بازی کرده‌است.